# Залізничні під'їзні колії

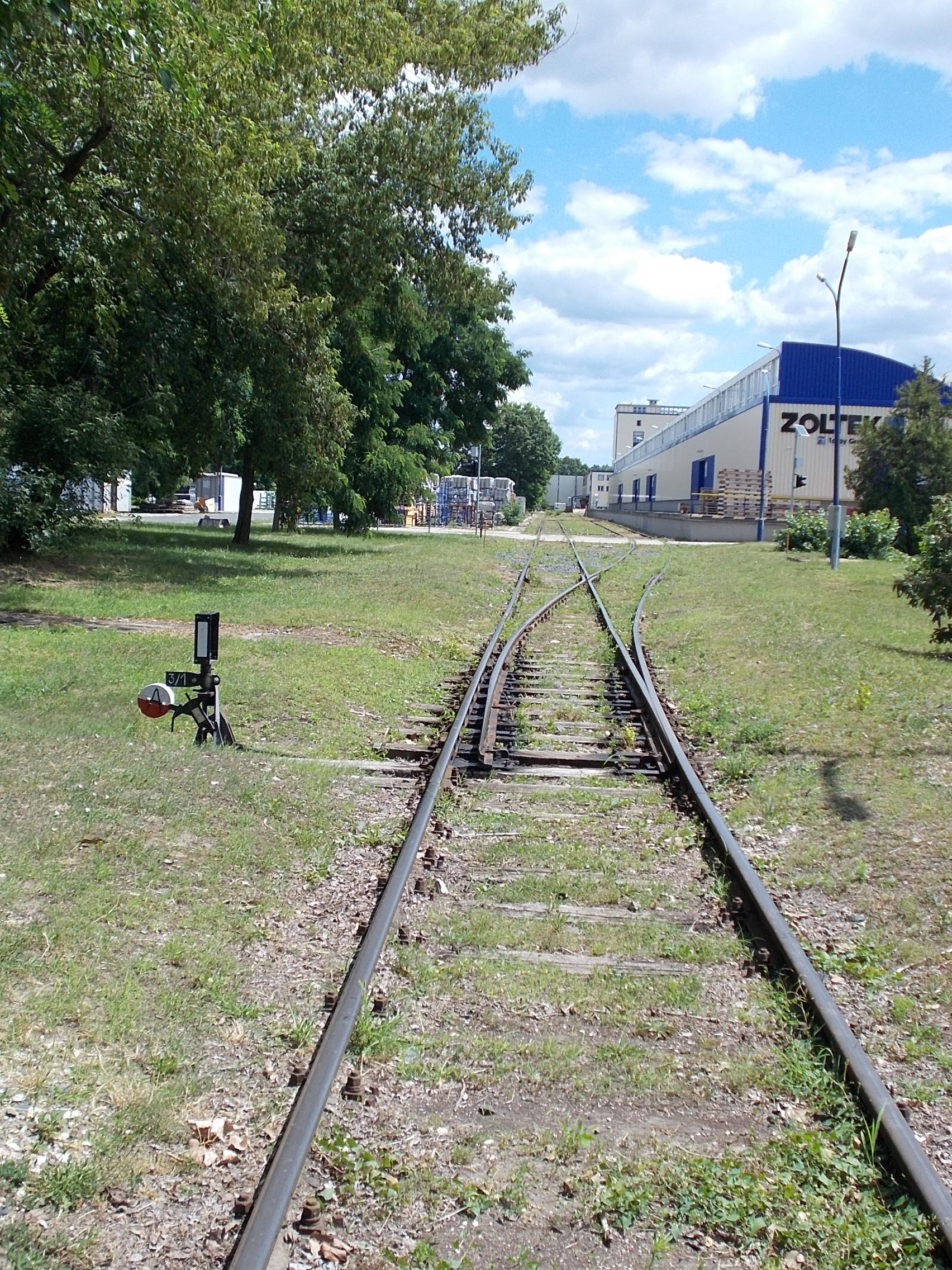
Залізничний шлях у Ньергешуйфалу в Угорщині

Залізничні під'їзні колії — залізничні колії різних форм власності, що не належать до залізничного транспорту загального користування.
Під'їзні колії прокладаються до промислових підприємств, до місць видобутку сировини та інших елементів господарської інфраструктури. І тут вони, зазвичай, є приватними формою власності. Будівництво під'їзних колій до портів, а також до стратегічних об'єктів військового призначення фінансує держава, і вони перебувають у державній власності.
Залізнична під'їзна колія може примикати як безпосередньо до вантажних залізничних станцій, так і до основного ходу магістралей у місцях роз'їздів, що спеціально влаштовуються для цього.
Охорона завантажених і порожніх вагонів на залізничних під'їзних коліях здійснюється засобами і за рахунок підприємств.

## В Україні
Закон України Про залізничний транспорт містить визначення під'їзних колій, як залізничних колій, які призначені для транспортного обслуговування одного або кількох підприємств, організацій та установ у взаємодії із залізничним транспортом загального користування.
Цей самий закон визначає, що відносини підприємств залізничного транспорту з власниками залізничних під'їзних колій, порядок і умови експлуатації цих колій, обігу рухомого складу, що не належить до залізничного транспорту загального користування, визначаються Статутом залізниць України та укладеними на його основі договорами.